# Michel Raynaud
Michel Raynaud (Riom, 16 giugno 1938 – Rueil-Malmaison, 10 marzo 2018) è stato un matematico francese, conosciuto per i suoi contributi in geometria algebrica. Ricevé nel 1987 il premio Ampère e nel 1995 il premio Cole, insieme a David Harbater, per la soluzione della congettura di Abhyankar.